# Lista uczestników Tour de Pologne 2012

## Lista startowa
| Legenda | Legenda                                                                                     |
| ------- | ------------------------------------------------------------------------------------------- |
| DNS-X   | Oznaczenie zawodników, którzy nie przystąpili do danego etapu                               |
| DNF-X   | Oznaczenie zawodników, którzy nie ukończyli danego etapu                                    |
|         | Tło przy zawodniku oznacza, że jest on zwycięzcą jednej z klasyfikacji Tour de Pologne 2012 |

| Liquigas-Cannondale LIQ | Liquigas-Cannondale LIQ | Liquigas-Cannondale LIQ | Liquigas-Cannondale LIQ                                   | Liquigas-Cannondale LIQ |
| Numer                   | Zawodnik                | Państwo                 | Uwagi                                                     | Miejsce                 |
| ----------------------- | ----------------------- | ----------------------- | --------------------------------------------------------- | ----------------------- |
| 1                       | Maciej Bodnar           | Polska                  | Mistrz Polski w jeździe indywidualnej na czas             | 106.                    |
| 2                       | Eros Capecchi           | Włochy                  |                                                           | 25.                     |
| 3                       | Timothy Duggan          | Stany Zjednoczone       | Mistrz Stanów Zjednoczonych w wyścigu ze startu wspólnego | 82.                     |
| 4                       | Edward King             | Stany Zjednoczone       |                                                           | 123.                    |
| 5                       | Alan Marangoni          | Włochy                  |                                                           | 113.                    |
| 6                       | Moreno Moser            | Włochy                  | Zwycięzca klasyfikacji generalnej                         | 1.                      |
| 7                       | Fabio Sabatini          | Włochy                  |                                                           | DNF-1                   |
| 8                       | Elia Viviani            | Włochy                  |                                                           | 119.                    |

| Omega Pharma-Quick Step OPQ | Omega Pharma-Quick Step OPQ | Omega Pharma-Quick Step OPQ | Omega Pharma-Quick Step OPQ                   | Omega Pharma-Quick Step OPQ |
| Numer                       | Zawodnik                    | Państwo                     | Uwagi                                         | Miejsce                     |
| --------------------------- | --------------------------- | --------------------------- | --------------------------------------------- | --------------------------- |
| 11                          | Tom Boonen                  | Belgia                      | Mistrz Belgii w wyścigu ze startu wspólnego   | DNF-5                       |
| 12                          | Gerald Ciolek               | Niemcy                      |                                               | DNF-7                       |
| 13                          | Michał Gołaś                | Polska                      | Mistrz Polski w wyścigu ze startu wspólnego   | 21.                         |
| 14                          | Michał Kwiatkowski          | Polska                      | Najwyżej sklasyfikowany Polak                 | 2.                          |
| 15                          | Stijn Vandenbergh           | Belgia                      |                                               | 84.                         |
| 16                          | Zdeněk Štybar               | Czechy                      |                                               | 33.                         |
| 17                          | Niki Terpstra               | Holandia                    | Mistrz Holandii w wyścigu ze startu wspólnego | DNF-1                       |
| 18                          | Matteo Trentin              | Włochy                      |                                               | 44.                         |

| BMC Racing Team BMC | BMC Racing Team BMC | BMC Racing Team BMC | BMC Racing Team BMC                             | BMC Racing Team BMC |
| Numer               | Zawodnik            | Państwo             | Uwagi                                           | Miejsce             |
| ------------------- | ------------------- | ------------------- | ----------------------------------------------- | ------------------- |
| 21                  | Alessandro Ballan   | Włochy              |                                                 | 58.                 |
| 22                  | Thor Hushovd        | Norwegia            |                                                 | DNS-5               |
| 23                  | Greg Van Avermaet   | Belgia              |                                                 | 18.                 |
| 24                  | Marco Pinotti       | Włochy              |                                                 | 68.                 |
| 25                  | Mauro Santambrogio  | Włochy              |                                                 | DNF-7               |
| 26                  | Mathias Frank       | Szwajcaria          |                                                 | DNF-6               |
| 27                  | Danilo Wyss         | Szwajcaria          |                                                 | 78.                 |
| 28                  | Martin Kohler       | Szwajcaria          | Mistrz Szwajcarii w wyścigu ze startu wspólnego | DNF-6               |

| Lampre-ISD LAM | Lampre-ISD LAM     | Lampre-ISD LAM | Lampre-ISD LAM | Lampre-ISD LAM |
| Numer          | Zawodnik           | Państwo        | Uwagi          | Miejsce        |
| -------------- | ------------------ | -------------- | -------------- | -------------- |
| 31             | Winner Anacona     | Kolumbia       |                | 56.            |
| 32             | Davide Cimolai     | Włochy         |                | DNF-6          |
| 33             | Massimo Graziato   | Włochy         |                | 133.           |
| 34             | Denys Kostjuk      | Ukraina        |                | 86.            |
| 35             | Ołeksandr Kwaczuk  | Ukraina        |                | 74.            |
| 36             | Przemysław Niemiec | Polska         |                | 24.            |
| 37             | Manuele Mori       | Włochy         |                | 15.            |
| 38             | Dmytro Krywcow     | Ukraina        |                | 114.           |

| Team Katusha KAT | Team Katusha KAT    | Team Katusha KAT | Team Katusha KAT                             | Team Katusha KAT |
| Numer            | Zawodnik            | Państwo          | Uwagi                                        | Miejsce          |
| ---------------- | ------------------- | ---------------- | -------------------------------------------- | ---------------- |
| 41               | Michaił Ignatjew    | Rosja            |                                              | 126.             |
| 42               | Władimir Isajczew   | Rosja            |                                              | 80.              |
| 43               | Alexander Kristoff  | Norwegia         |                                              | 109.             |
| 44               | Aleksandr Porsiew   | Rosja            |                                              | 127.             |
| 45               | Rüdiger Selig       | Niemcy           |                                              | 138.             |
| 46               | Gatis Smukulis      | Łotwa            | Mistrz Łotwy w jeździe indywidualnej na czas | DNF-6            |
| 47               | Aleksandr Kołobniew | Rosja            |                                              | 4.               |
| 48               | Xavier Florencio    | Hiszpania        |                                              | 38.              |

| Pro Team Astana AST | Pro Team Astana AST | Pro Team Astana AST | Pro Team Astana AST                              | Pro Team Astana AST |
| Numer               | Zawodnik            | Państwo             | Uwagi                                            | Miejsce             |
| ------------------- | ------------------- | ------------------- | ------------------------------------------------ | ------------------- |
| 51                  | Roman Kreuziger     | Czechy              |                                                  | DNF-7               |
| 52                  | Enrico Gasparotto   | Włochy              |                                                  | DNF-6               |
| 53                  | Francesco Gavazzi   | Włochy              |                                                  | 63.                 |
| 54                  | Jacopo Guarnieri    | Włochy              |                                                  | 120.                |
| 55                  | Assan Bazajew       | Kazachstan          | Mistrz Kazachstanu w wyścigu ze startu wspólnego | 23.                 |
| 56                  | Aleksandr Djaczenko | Kazachstan          |                                                  | DNF-7               |
| 57                  | Jegor Silin         | Rosja               |                                                  | 48.                 |
| 58                  | Paolo Tiralongo     | Włochy              |                                                  | 88.                 |

| Team Saxo Bank-Tinkoff Bank STB | Team Saxo Bank-Tinkoff Bank STB | Team Saxo Bank-Tinkoff Bank STB | Team Saxo Bank-Tinkoff Bank STB | Team Saxo Bank-Tinkoff Bank STB |
| Numer                           | Zawodnik                        | Państwo                         | Uwagi                           | Miejsce                         |
| ------------------------------- | ------------------------------- | ------------------------------- | ------------------------------- | ------------------------------- |
| 61                              | Wołodymir Gustow                | Ukraina                         |                                 | 13.                             |
| 62                              | Benjamin Noval                  | Hiszpania                       |                                 | 92.                             |
| 63                              | Jarosław Marycz                 | Polska                          |                                 | 94.                             |
| 64                              | Lucas Sebastian Haedo           | Argentyna                       |                                 | 125.                            |
| 65                              | Bruno Pires                     | Portugalia                      |                                 | 14.                             |
| 66                              | Matteo Tosatto                  | Włochy                          |                                 | 103.                            |
| 67                              | Takashi Miyazawa                | Japonia                         |                                 | 147.                            |
| 68                              | Rafał Majka                     | Polska                          |                                 | DNF-7                           |

| Vacansoleil-DCM Pro Cycling Team VCD | Vacansoleil-DCM Pro Cycling Team VCD | Vacansoleil-DCM Pro Cycling Team VCD | Vacansoleil-DCM Pro Cycling Team VCD             | Vacansoleil-DCM Pro Cycling Team VCD |
| Numer                                | Zawodnik                             | Państwo                              | Uwagi                                            | Miejsce                              |
| ------------------------------------ | ------------------------------------ | ------------------------------------ | ------------------------------------------------ | ------------------------------------ |
| 71                                   | Bertjan Lindeman                     | Holandia                             |                                                  | 97.                                  |
| 72                                   | Sergey Lagutin                       | Uzbekistan                           | Mistrz Uzbekistanu w wyścigu ze startu wspólnego | 19.                                  |
| 73                                   | Björn Leukemans                      | Belgia                               |                                                  | 43.                                  |
| 74                                   | Pim Ligthart                         | Holandia                             |                                                  | 35.                                  |
| 75                                   | Tomasz Marczyński                    | Polska                               | Zwycięzca klasyfikacji górskiej                  | 62.                                  |
| 76                                   | Wouter Mol                           | Holandia                             |                                                  | 142.                                 |
| 77                                   | Martijn Keizer                       | Holandia                             |                                                  | 111.                                 |
| 78                                   | Frederik Veuchelen                   | Belgia                               |                                                  | 90.                                  |

| Rabobank Cycling Team RAB | Rabobank Cycling Team RAB | Rabobank Cycling Team RAB | Rabobank Cycling Team RAB | Rabobank Cycling Team RAB |
| Numer                     | Zawodnik                  | Państwo                   | Uwagi                     | Miejsce                   |
| ------------------------- | ------------------------- | ------------------------- | ------------------------- | ------------------------- |
| 81                        | Tom-Jelte Slagter         | Holandia                  |                           | 137.                      |
| 82                        | Lars Boom                 | Holandia                  |                           | 76.                       |
| 83                        | Theo Bos                  | Holandia                  |                           | 152.                      |
| 84                        | Matti Breschel            | Dania                     |                           | DNF-7                     |
| 85                        | Graeme Brown              | Australia                 |                           | DNF-6                     |
| 86                        | Wilco Kelderman           | Holandia                  |                           | 101.                      |
| 87                        | Paul Martens              | Niemcy                    |                           | 30.                       |
| 88                        | Michael Matthews          | Australia                 |                           | DNF-6                     |

| RadioShack-Nissan RNT | RadioShack-Nissan RNT | RadioShack-Nissan RNT | RadioShack-Nissan RNT | RadioShack-Nissan RNT |
| Numer                 | Zawodnik              | Państwo               | Uwagi                 | Miejsce               |
| --------------------- | --------------------- | --------------------- | --------------------- | --------------------- |
| 91                    | Jan Bakelants         | Belgia                |                       | 22.                   |
| 92                    | Daniele Bennati       | Włochy                |                       | 121.                  |
| 93                    | Robert Wagner         | Niemcy                |                       | 134.                  |
| 94                    | Linus Gerdemann       | Niemcy                |                       | 5.                    |
| 95                    | Tiago Machado         | Portugalia            |                       | 8.                    |
| 96                    | Joost Posthuma        | Holandia              |                       | 118.                  |
| 97                    | Grégory Rast          | Szwajcaria            |                       | 32.                   |
| 98                    | Hayden Roulston       | Nowa Zelandia         |                       | DNS-7                 |

| Orica-GreenEDGE OGE | Orica-GreenEDGE OGE  | Orica-GreenEDGE OGE | Orica-GreenEDGE OGE                                                                           | Orica-GreenEDGE OGE |
| Numer               | Zawodnik             | Państwo             | Uwagi                                                                                         | Miejsce             |
| ------------------- | -------------------- | ------------------- | --------------------------------------------------------------------------------------------- | ------------------- |
| 101                 | Fumiyuki Beppu       | Japonia             |                                                                                               | DNF-7               |
| 102                 | Julian Dean          | Nowa Zelandia       |                                                                                               | DNF-7               |
| 103                 | Mitchell Docker      | Australia           |                                                                                               | 129.                |
| 104                 | Aidis Kruopis        | Litwa               |                                                                                               | 122.                |
| 105                 | Leigh Howard         | Australia           |                                                                                               | 136.                |
| 106                 | Daniel Teklehaimanot | Erytrea             | Mistrz Erytrei w wyścigu ze startu wspólnego · Mistrz Erytrei w jeździe indywidualnej na czas | 102.                |
| 107                 | Tomas Vaitkus        | Litwa               |                                                                                               | DNF-3               |
| 108                 | Jens Mouris          | Holandia            |                                                                                               | 149.                |

| Lotto-Belisol LTB | Lotto-Belisol LTB   | Lotto-Belisol LTB | Lotto-Belisol LTB | Lotto-Belisol LTB |
| Numer             | Zawodnik            | Państwo           | Uwagi             | Miejsce           |
| ----------------- | ------------------- | ----------------- | ----------------- | ----------------- |
| 111               | Brian Bulgac        | Holandia          |                   | DNS-3             |
| 112               | Gaëtan Bille        | Belgia            |                   | DNS-7             |
| 113               | Gert Dockx          | Belgia            |                   | 100.              |
| 114               | Gianni Meersman     | Belgia            |                   | DNS-7             |
| 115               | Vicente Reynes      | Hiszpania         |                   | DNF-5             |
| 116               | Tosh Van Der Sande  | Belgia            |                   | 96.               |
| 117               | Jurgen Van De Walle | Belgia            |                   | DNF-5             |
| 118               | Dennis Vanendert    | Belgia            |                   | 128.              |

| Garmin-Sharp GRS | Garmin-Sharp GRS     | Garmin-Sharp GRS  | Garmin-Sharp GRS                             | Garmin-Sharp GRS |
| Numer            | Zawodnik             | Państwo           | Uwagi                                        | Miejsce          |
| ---------------- | -------------------- | ----------------- | -------------------------------------------- | ---------------- |
| 121              | Jack Bauer           | Nowa Zelandia     |                                              | 27.              |
| 122              | Murilo Fischer       | Brazylia          |                                              | 41.              |
| 123              | Heinrich Haussler    | Australia         |                                              | 60.              |
| 124              | Ramūnas Navardauskas | Litwa             | Mistrz Litwy w jeździe indywidualnej na czas | 95.              |
| 125              | Tom Peterson         | Stany Zjednoczone |                                              | 52.              |
| 126              | Christophe Le Mével  | Francja           |                                              | 16.              |
| 127              | Andrew Talansky      | Stany Zjednoczone |                                              | 64.              |
| 128              | Fabian Wegmann       | Niemcy            | Mistrz Niemiec w wyścigu ze startu wspólnego | 20.              |

| Sky Procycling · SKY | Sky Procycling · SKY | Sky Procycling · SKY | Sky Procycling · SKY                                     | Sky Procycling · SKY |
| Numer                | Zawodnik             | Państwo              | Uwagi                                                    | Miejsce              |
| -------------------- | -------------------- | -------------------- | -------------------------------------------------------- | -------------------- |
| 131                  | Alex Dowsett         | Wielka Brytania      | Mistrz Wielkiej Brytanii w jeździe indywidualnej na czas | DNF-6                |
| 132                  | Juan Antonio Flecha  | Hiszpania            |                                                          | 67.                  |
| 133                  | Sergio Henao         | Kolumbia             |                                                          | 3.                   |
| 134                  | Matthew Hayman       | Australia            |                                                          | 66.                  |
| 135                  | Lars Petter Nordhaug | Norwegia             |                                                          | 45.                  |
| 136                  | Ian Stannard         | Wielka Brytania      | Mistrz Wielkiej Brytanii w wyścigu ze startu wspólnego   | 34.                  |
| 137                  | Ben Swift            | Wielka Brytania      | Zwycięzca klasyfikacji punktowej                         | 79.                  |
| 138                  | Rigoberto Urán       | Kolumbia             |                                                          | 10.                  |

| Ag2r-La Mondiale ALM | Ag2r-La Mondiale ALM | Ag2r-La Mondiale ALM | Ag2r-La Mondiale ALM | Ag2r-La Mondiale ALM |
| Numer                | Zawodnik             | Państwo              | Uwagi                | Miejsce              |
| -------------------- | -------------------- | -------------------- | -------------------- | -------------------- |
| 141                  | Rinaldo Nocentini    | Włochy               |                      | 6.                   |
| 142                  | Romain Bardet        | Francja              |                      | 12.                  |
| 143                  | Manuel Belletti      | Włochy               |                      | 132.                 |
| 144                  | Martin Elmiger       | Szwajcaria           |                      | 77.                  |
| 145                  | Jimmy Casper         | Francja              |                      | 154.                 |
| 146                  | Gregor Gazvoda       | Słowenia             |                      | 140.                 |
| 147                  | Sylvain Georges      | Francja              |                      | 70.                  |
| 148                  | Mathieu Perget       | Francja              |                      | 65.                  |

| FDJ-BigMat FDJ | FDJ-BigMat FDJ    | FDJ-BigMat FDJ | FDJ-BigMat FDJ | FDJ-BigMat FDJ |
| Numer          | Zawodnik          | Państwo        | Uwagi          | Miejsce        |
| -------------- | ----------------- | -------------- | -------------- | -------------- |
| 151            | William Bonnet    | Francja        |                | 124.           |
| 152            | Arnaud Démare     | Francja        |                | 151.           |
| 153            | Kenny Elissonde   | Francja        |                | DNF-7          |
| 154            | Mickaël Delage    | Francja        |                | 112.           |
| 155            | Gabriel Rasch     | Norwegia       |                | 73.            |
| 156            | Dominique Rollin  | Kanada         |                | 148.           |
| 157            | Arnaud Courteille | Francja        |                | 50.            |
| 158            | Jussi Veikkanen   | Finlandia      |                | 28.            |

| Movistar Team MOV | Movistar Team MOV  | Movistar Team MOV | Movistar Team MOV                                | Movistar Team MOV |
| Numer             | Zawodnik           | Państwo           | Uwagi                                            | Miejsce           |
| ----------------- | ------------------ | ----------------- | ------------------------------------------------ | ----------------- |
| 161               | Giovanni Visconti  | Włochy            |                                                  | DNS-7             |
| 162               | Ángel Madrazo      | Hiszpania         |                                                  | 46.               |
| 163               | Sergio Pardilla    | Hiszpania         |                                                  | 17.               |
| 164               | Branisłau Samojłau | Białoruś          | Mistrz Białorusi w jeździe indywidualnej na czas | 31.               |
| 165               | David López García | Hiszpania         |                                                  | DNF-7             |
| 166               | Javier Moreno      | Hiszpania         |                                                  | 11.               |
| 167               | Enrique Sanz       | Hiszpania         |                                                  | 116.              |
| 168               | Francisco Ventoso  | Hiszpania         | Mistrz Hiszpanii w wyścigu ze startu wspólnego   | 85.               |

| Euskaltel-Euskadi EUS | Euskaltel-Euskadi EUS | Euskaltel-Euskadi EUS | Euskaltel-Euskadi EUS | Euskaltel-Euskadi EUS |
| Numer                 | Zawodnik              | Państwo               | Uwagi                 | Miejsce               |
| --------------------- | --------------------- | --------------------- | --------------------- | --------------------- |
| 171                   | Igor Antón            | Hiszpania             |                       | 29.                   |
| 172                   | Alan Perez            | Hiszpania             |                       | DNF-6                 |
| 173                   | Jon Izagirre          | Hiszpania             |                       | 7.                    |
| 174                   | Miguel Minguez        | Hiszpania             |                       | 54.                   |
| 175                   | Pierre Cazaux         | Francja               |                       | DNF-6                 |
| 176                   | Romain Sicard         | Francja               |                       | 39.                   |
| 177                   | Adrian Saez           | Hiszpania             |                       | DNF-7                 |
| 178                   | Juan José Oroz        | Hiszpania             |                       | 99.                   |

| Caja Rural CJR | Caja Rural CJR         | Caja Rural CJR | Caja Rural CJR                                  | Caja Rural CJR |
| Numer          | Zawodnik               | Państwo        | Uwagi                                           | Miejsce        |
| -------------- | ---------------------- | -------------- | ----------------------------------------------- | -------------- |
| 181            | Danaił Petrow          | Bułgaria       | Mistrz Bułgarii w wyścigu ze startu wspólnego   | 130.           |
| 182            | Julián Sánchez         | Hiszpania      |                                                 | DNS-2          |
| 183            | Garikoitz Bravo        | Hiszpania      |                                                 | 53.            |
| 184            | Francesco Lasca        | Włochy         |                                                 | DNF-7          |
| 185            | Aleksandr Riabkin      | Rosja          |                                                 | DNF-7          |
| 186            | Manuel António Cardoso | Portugalia     | Mistrz Portugalii w wyścigu ze startu wspólnego | 143.           |
| 187            | David de la Cruz       | Hiszpania      |                                                 | 91.            |
| 188            | Karol Domagalski       | Polska         |                                                 | 81.            |

| Argos-Shimano ARG | Argos-Shimano ARG | Argos-Shimano ARG | Argos-Shimano ARG | Argos-Shimano ARG |
| Numer             | Zawodnik          | Państwo           | Uwagi             | Miejsce           |
| ----------------- | ----------------- | ----------------- | ----------------- | ----------------- |
| 191               | John Degenkolb    | Niemcy            |                   | 71.               |
| 192               | Thomas Damuseau   | Francja           |                   | 115.              |
| 193               | Simon Geschke     | Niemcy            |                   | 87.               |
| 194               | Roger Kluge       | Niemcy            |                   | 144.              |
| 195               | Thierry Hupond    | Francja           |                   | 36.               |
| 196               | Alexandre Geniez  | Francja           |                   | 9.                |
| 197               | Bert De Backer    | Belgia            |                   | 141.              |
| 198               | Ramon Sinkeldam   | Holandia          |                   | 135.              |

| Colnago-CSF Inox COG | Colnago-CSF Inox COG | Colnago-CSF Inox COG | Colnago-CSF Inox COG | Colnago-CSF Inox COG |
| Numer                | Zawodnik             | Państwo              | Uwagi                | Miejsce              |
| -------------------- | -------------------- | -------------------- | -------------------- | -------------------- |
| 201                  | Domenico Pozzovivo   | Włochy               |                      | 40.                  |
| 202                  | Sacha Modolo         | Włochy               |                      | 69.                  |
| 203                  | Stefano Pirazzi      | Włochy               |                      | 61.                  |
| 204                  | Sonny Colbrelli      | Włochy               |                      | 93.                  |
| 205                  | Marco Canola         | Włochy               |                      | 104.                 |
| 206                  | Andrea Di Corrado    | Włochy               |                      | DNF-6                |
| 207                  | Andrea Pasqualon     | Włochy               |                      | 83.                  |
| 208                  | Stefano Locatelli    | Włochy               |                      | 72.                  |

| Farnese Vini-Selle Italia FAR | Farnese Vini-Selle Italia FAR | Farnese Vini-Selle Italia FAR | Farnese Vini-Selle Italia FAR | Farnese Vini-Selle Italia FAR |
| Numer                         | Zawodnik                      | Państwo                       | Uwagi                         | Miejsce                       |
| ----------------------------- | ----------------------------- | ----------------------------- | ----------------------------- | ----------------------------- |
| 211                           | Pierpaolo De Negri            | Włochy                        |                               | 49.                           |
| 212                           | Oscar Gatto                   | Włochy                        |                               | DNF-5                         |
| 213                           | Rafael Andriato               | Brazylia                      |                               | DNF-7                         |
| 214                           | Thomas Bertolini              | Włochy                        |                               | DNF-6                         |
| 215                           | Diego Caccia                  | Włochy                        |                               | 110.                          |
| 216                           | Kevin Hulsmans                | Belgia                        |                               | DNS-1                         |
| 217                           | Francesco Failli              | Włochy                        |                               | 42.                           |
| 218                           | Elia Favilli                  | Włochy                        |                               | 131.                          |

| Utensilnord Named UNA | Utensilnord Named UNA | Utensilnord Named UNA | Utensilnord Named UNA                    | Utensilnord Named UNA |
| Numer                 | Zawodnik              | Państwo               | Uwagi                                    | Miejsce               |
| --------------------- | --------------------- | --------------------- | ---------------------------------------- | --------------------- |
| 221                   | Filippo Baggio        | Włochy                |                                          | 146.                  |
| 222                   | Marco Zanotti         | Włochy                |                                          | DNF-7                 |
| 223                   | Oleg Berdos           | Mołdawia              |                                          | 105.                  |
| 224                   | Adrian Kurek          | Polska                | Zwycięzca klasyfikacji najaktywniejszych | 145.                  |
| 225                   | Davide Mucelli        | Włochy                |                                          | 51.                   |
| 226                   | Gabriele Bosisio      | Włochy                |                                          | 98.                   |
| 227                   | Federico Rocchetti    | Włochy                |                                          | 89.                   |
| 228                   | Patxi Vila Errandonea | Hiszpania             |                                          | 57.                   |

| Team Type 1-Sanofi TT1 | Team Type 1-Sanofi TT1  | Team Type 1-Sanofi TT1 | Team Type 1-Sanofi TT1 | Team Type 1-Sanofi TT1 |
| Numer                  | Zawodnik                | Państwo                | Uwagi                  | Miejsce                |
| ---------------------- | ----------------------- | ---------------------- | ---------------------- | ---------------------- |
| 231                    | Aleksandr Sieriebriakow | Rosja                  |                        | DNF-6                  |
| 232                    | Julien El Fares         | Francja                |                        | 37.                    |
| 233                    | Rémi Cusin              | Francja                |                        | 75.                    |
| 234                    | Martijn Verschoor       | Holandia               |                        | 153.                   |
| 235                    | Jure Kocjan             | Słowenia               |                        | 26.                    |
| 236                    | László Bodrogi          | Francja                |                        | 59.                    |
| 237                    | Filippo Fortin          | Włochy                 |                        | 150.                   |
| 238                    | Vegard Laengen          | Norwegia               |                        | 55.                    |

| Reprezentacja Polski POL | Reprezentacja Polski POL | Reprezentacja Polski POL | Reprezentacja Polski POL | Reprezentacja Polski POL |
| Numer                    | Zawodnik                 | Państwo                  | Uwagi                    | Miejsce                  |
| ------------------------ | ------------------------ | ------------------------ | ------------------------ | ------------------------ |
| 241                      | Marek Rutkiewicz         | Polska                   |                          | DNF-7                    |
| 242                      | Bartosz Huzarski         | Polska                   |                          | 47.                      |
| 243                      | Paweł Cieślik            | Polska                   |                          | DNF-7                    |
| 244                      | Damian Walczak           | Polska                   |                          | 107.                     |
| 245                      | Bartłomiej Matysiak      | Polska                   |                          | 117.                     |
| 246                      | Mateusz Taciak           | Polska                   |                          | DNF-7                    |
| 247                      | Tomasz Kiendyś           | Polska                   |                          | 139.                     |
| 248                      | Łukasz Bodnar            | Polska                   |                          | 108.                     |